# Gunnar Clément
Gunnar Theodor Clément, född 27 mars 1906 i Åbo, död 2 november 1982, var en finländsk konstnär och författare.
Clément, som var son till direktör Ivar Arthur Rudolf Clément och Julia Mathilda Boman, genomgick läroverk och Finska konstföreningens ritskola 1919–1924. Han företog studieresor till Paris 1958 med Svenska kulturfondens stipendium och till samma stad 1966 med Finlands akademiska statsstipendium. Han var verksam som scenograf vid Åbo svenska teater 1945–1975 och skapade där sina scenbilder med fantasi och stilkänsla.
Clément var expertmedlem i kommittén för Finlands riksvapen 1936 och ritat ett nytt stadsvapen för S:t Michel 1943. Han utförde muralmålningar bland annat i Åbo Akademis Studentkårs festsal och glasmålning i Finlands riddarhus i Helsingfors. Han deltog i allmänna utställningar och är representerad i Åbo konstmuseum. Han skrev skådespelen Den flyende Eros, uppfört 1946 och Drottning under månskäran, uppfört 1952 på Åbo svenska teater.